# Challenge d'Afrique orientale et centrale
 (août 2017).
Si vous disposez d'ouvrages ou d'articles de référence ou si vous connaissez des sites web de qualité traitant du thème abordé ici, merci de compléter l'article en donnant les références utiles à sa vérifiabilité et en les liant à la section « Notes et références ».
Le Challenge d'Afrique orientale et centrale (en anglais : East and Central African Senior Challenge Cup) est une compétition de football. Créée en 1967, pour succéder à la Coupe Gossage elle est à son tour remplacée par la Coupe CECAFA des nations à partir de 1973. 

## Participants
- Kenya
- Ouganda
- Tanzanie
- Zanzibar

## Palmarès
| Année | No  | Vainqueur | Finaliste        | 3e place | 4e place |
| ----- | --- | --------- | ---------------- | -------- | -------- |
| 1967  | 1er | Kenya     | Ouganda          | Zanzibar | Tanzanie |
| 1968  | 2e  | Ouganda   | Kenya            | Tanzanie | Zanzibar |
| 1969  | 3e  | Ouganda   | Tanzanie         | Kenya    | Zanzibar |
| 1970  | 4e  | Ouganda   | Tanzanie         | Zanzibar | Kenya    |
| 1971  | 5e  | Kenya     | Ouganda Tanzanie |          | Zanzibar |

## Bilan par pays
| Rang | Équipe   | Champions | Deuxième | Troisième | Quatrième |
| ---- | -------- | --------- | -------- | --------- | --------- |
| 1    | Ouganda  | 3         | 2        | 0         | 0         |
| 2    | Kenya    | 2         | 1        | 1         | 1         |
| 3    | Tanzanie | 0         | 3        | 1         | 1         |
| 3    | Zanzibar | 0         | 0        | 2         | 3         |